# Fangschnur (Kopfbedeckung)
Eine Fangschnur (auch Kordon) ist eine verschieden ausgestaltete Kordel, die bei der Kavallerie die Kopfbedeckung mit der Uniform verbindet oder um den Hals geschlungen wird. Sie sollte sicherstellen, dass die Kopfbedeckung, wenn sie dem Reiter vom Kopf fällt,  nicht verloren geht und von dem Reiter wieder aufgesetzt werden kann. Beim Militär hat sich diese Schnur zu Beginn des 20. Jahrhunderts zum reinen Abzeichen gewandelt (siehe Fangschnur bzw. Achselschnur).
Bei verschiedenen Reiterhüten z. B. Cowboyhut oder Sombrero wird der aus Pferdehaar oder Leder geflochtener Kinnriemen auch Sturmband, Fangband oder Stampede String genannt.  Er soll den Verlust des Hutes zum Beispiel bei schnellem Ritt, herabhängenden Ästen oder einer Stampede verhindern.

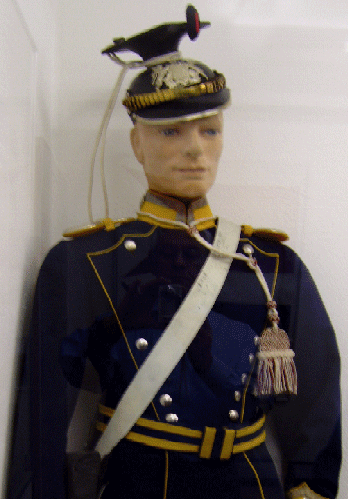
Fangschnur eines Württembergischer Ulanen
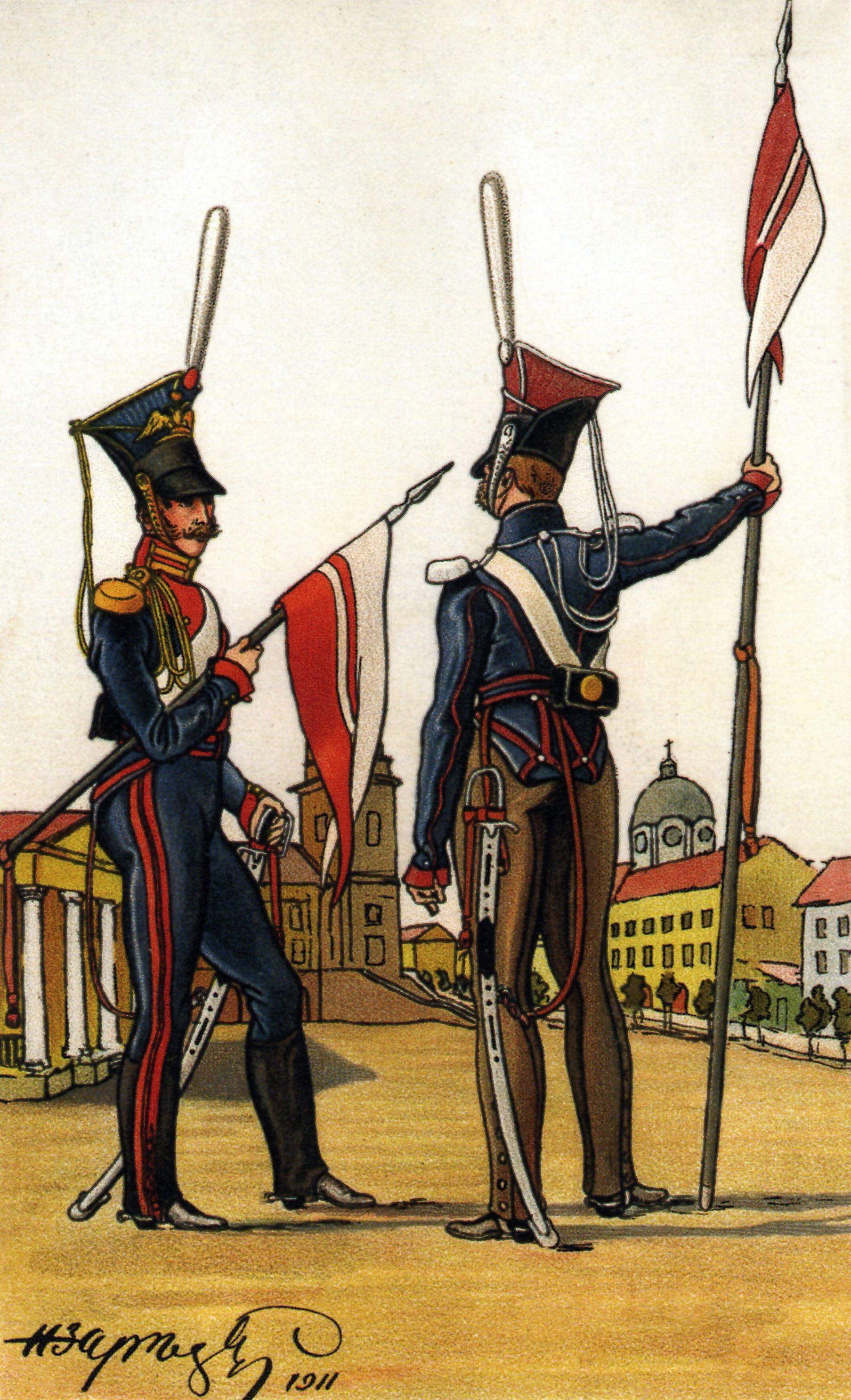
Fangschnüre russischer Ulanen
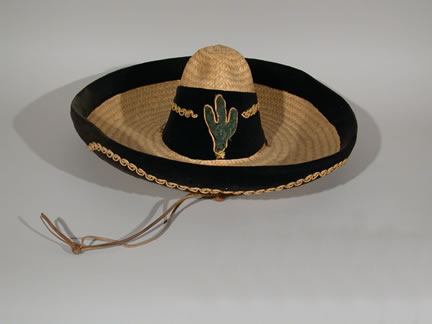
Sombrero mit Stampede String